# 独花狸藻
独花狸藻（学名：Utricularia uniflora）为狸藻属陆生食虫植物。其种加词“uniflora”来源于拉丁文“uni-”和“flos”，意为“一”和“花”，指其花茎带一朵花。独花狸藻分布于澳大利亚东南部，从維多利亞州、新南威尔士州至昆士兰州。其也存在于塔斯马尼亚州

## 外部連結
- 食虫植物照片搜寻引擎中独花狸藻的照片 （页面存档备份，存于）

 维基共享资源上的相關多媒體資源：独花狸藻
 維基物種上的相關：独花狸藻